# 1978-as női sakkvilágbajnokság
Az 1978-as női sakkvilágbajnokság versenysorozatában a zónaversenyekről továbbjutó versenyzők számát figyelembe véve, ezúttal – első alkalommal – két zónaközi döntőt is rendeztek. A zónaközi versenyek első három-három helyezettje, kiegészülve az előző világbajnoki versenysorozat döntőseivel, kieséses rendszerű párosmérkőzéseken küzdött meg a világbajnok kihívásának jogáért. A világbajnokjelölti versenysorozat végén az akkor 17 éves Maia Csiburdanidze szerzett jogot arra, hogy kihívja párosmérkőzésre a világbajnokot, Nona Gaprindasvilit. A világbajnoki döntő párosmérkőzést Csiburdanidze 8,5–6,5 arányban megnyerte, ezzel véget ért Gaprindasvili 1962 óta tartó regnálása, és kezdetét vette Csiburdanidze 1991-ig taró világbajnoki korszaka.

## A zónaközi versenyek
A versenyeket 1976. november–decemberben a hollandiai Rosendaalban, illetve Tbilisziben rendezték. A zónaközi döntőkre összesen 15 ország 25 versenyzője kvalifikálta magát. A versenyt a Nemzetközi Sakkszövetség (FIDE) szervezte. A versenyzők között körmérkőzés formájában dőlt el a világbajnokjelölti párosmérkőzésen résztvevők személye. Mindkét zónaközi versenyről az első három helyezett jutott tovább. A Rosendaalban rendezett versenyen a 3–4. helyen holtverseny alakult ki, ott rájátszás döntött a bolgár Tatjana Lemacsko javára. A Tbilisziben rendezett zónaközi döntő első három helyén szovjet versenyzők végeztek, köztük az akkor még csak 15 éves Maia Csiburdanidze.
Mindkét zónaközi versenyen volt magyar résztvevő: Rosendaalban Verőci Zsuzsa, Tbilisziben Ivánka Mária. Mindketten csupán fél ponttal maradva el a továbbjutást jelentő helyektől az 5. helyen végeztek.

### A rosendaali zónaközi döntő
Az élen szoros küzdelemben holtversenyben végzett Jelena Ahmilovszkaja és az ezúttal már izraeli színekben versenyző, korábbi háromszoros világbajnoki döntős Alla Kusnyir. A harmadik továbbjutó helyért a holland Van der Mije és a bolgár Lemacsko között a rájátszás döntött az utóbbi javára. Az élmezőnyt az 5. helyen Verőci Zsuzsa zárta.
|    | Versenyző                  | Ország                    | 1 | 2 | 3 | 4 | 5 | 6 | 7 | 8 | 9 | 10 | 11 | 12 | 13 | 14 | Pont | S–B[3] |
| -- | -------------------------- | ------------------------- | - | - | - | - | - | - | - | - | - | -- | -- | -- | -- | -- | ---- | ------ |
| 1  | Jelena Ahmilovszkaja       | Szovjetunió               | - | ½ | 0 | 1 | ½ | 1 | ½ | ½ | 1 | 1  | ½  | 1  | 1  | 1  | 9½   | 54.25  |
| 2  | Alla Kusnyir               | Izrael                    | ½ | - | ½ | 0 | 1 | ½ | ½ | 1 | 1 | 1  | 1  | ½  | 1  | 1  | 9½   | 54.00  |
| 3  | Alexandra van der Mije     | Hollandia                 | 1 | ½ | - | 1 | ½ | ½ | 1 | ½ | ½ | 0  | ½  | 1  | 1  | 1  | 9    | 54.75  |
| 4  | Tatjana Lemacsko           | Bulgária                  | 0 | 1 | 0 | - | 0 | 1 | ½ | 1 | 1 | 1  | ½  | 1  | 1  | 1  | 9    | 49.00  |
| 5  | Verőci Zsuzsa              | Magyarország              | ½ | 0 | ½ | 1 | - | ½ | 1 | 0 | ½ | 1  | ½  | 1  | 1  | 1  | 8½   |        |
| 6  | Jana Malypetrová           | Anglia                    | 0 | ½ | ½ | 0 | ½ | - | ½ | 1 | ½ | ½  | 1  | ½  | 1  | 1  | 7½   |        |
| 7  | Ljudmila Belavenets        | Szovjetunió               | ½ | ½ | 0 | ½ | 0 | ½ | - | ½ | ½ | 1  | 1  | ½  | ½  | 1  | 7    |        |
| 8  | Tatjana Fomina             | Szovjetunió               | ½ | 0 | ½ | 0 | 1 | 0 | ½ | - | 0 | 1  | ½  | ½  | 1  | 1  | 6½   | 34.75  |
| 9  | Milunka Lazarević          | Jugoszlávia               | 0 | 0 | ½ | 0 | ½ | ½ | ½ | 1 | - | 0  | ½  | 1  | 1  | 1  | 6½   | 32.50  |
| 10 | Corry Vreeken-Bouwman      | Hollandia                 | 0 | 0 | 1 | 0 | 0 | ½ | 0 | 0 | 1 | -  | 1  | ½  | 1  | ½  | 5½   |        |
| 11 | Ruth Orton                 | Amerikai Egyesült Államok | ½ | 0 | ½ | ½ | ½ | 0 | 0 | ½ | ½ | 0  | -  | 1  | 0  | 1  | 5    |        |
| 12 | Maria Cristina de Oliveira | Brazília                  | 0 | ½ | 0 | 0 | 0 | ½ | ½ | ½ | 0 | ½  | 0  | -  | 1  | ½  | 4    |        |
| 13 | Ilse de Caro               | Kolumbia                  | 0 | 0 | 0 | 0 | 0 | 0 | ½ | 0 | 0 | 0  | 1  | 0  | -  | 1  | 2½   |        |
| 14 | Rita Gramignani            | Olaszország               | 0 | 0 | 0 | 0 | 0 | 0 | 0 | 0 | 0 | ½  | 0  | ½  | 0  | -  | 1    |        |
A verseny 91 játszmája

### A tbiliszi zónaközi döntő
Nagy küzdelem folyt a négy szovjet versenyző és Ivánka Mária között. Végül három szovjet versenyző vívta ki a párosmérkőzésekre való továbbjutás jogát, Ivánka Mária holtversenyben a 4–5. helyen végzett.
```
:{| class="wikitable"
```

|+ Női világbajnoki zónaközi verseny (Tbiliszi, 1976)
|-
! !! Versenyző!!Ország !! 1 !! 2 !! 3 !! 4 !! 5 !! 6 !! 7 !! 8 !! 9 !! 10 !! 11 !! Pont !! S–B
|- style="background:#cfc;"
| 1 || Jelena Fatalibekova|| Szovjetunió || - || ½ || 1 || ½ || ½ || ½ || ½ || 1 || ½ || 1 || 1 || 7 || 
|- style="background:#cfc;"
| 2 || Maia Csiburdanidze|| Szovjetunió || ½ || - || 1 || 0 || ½ || 1 || 1 || ½ || 1 || ½ || ½ || 6½ || 31.25
|- style="background:#cfc;"
| 3 || Valentyina Kozlovszkaja|| Szovjetunió || 0 || 0 || - || 1 || 1 || ½ || ½ || 1 || 1 || ½ || 1 || 6½ || 28.75
|-
| 4 || Marta Lityinszkaja-Shul || Szovjetunió || ½ || 1 || 0 || - || 1 || ½ || ½ || ½ || 0 || 1 || 1 || 6 || 28.00
|-
| 5 || Ivánka Mária|| Magyarország || ½ || ½ || 0 || 0 || - || ½ || 1 || ½ || 1 || 1 || 1 || 6 || 25.00
|-
| 6 || Tatjana Zatulovszkaja|| Szovjetunió || ½ || 0 || ½ || ½ || ½ || - || 0 || ½ || 1 || ½ || 1 || 5 || 
|-
| 7 || Petra Feustel|| NDK || ½ || 0 || ½ || ½ || 0 || 1 || - || ½ || ½ || 0 || 1 || 4½ || 21.00
|-
| 8 || Gertrude Baumstark|| Románia || 0 || ½ || 0 || ½ || ½ || ½ || ½ || - || ½ || 1 || ½ || 4½ || 20.00
|-
| 9 || Orly Kaufman|| Izrael || ½ || 0 || 0 || 1 || 0 || 0 || ½ || ½ || - || ½ || 1 || 4 || 
|-
| 10 || Diane Savereide|| Amerikai Egyesült Államok || 0 || ½ || ½ || 0 || 0 || ½ || 1 || 0 || ½ || - || 0 || 3 || 
|-
| 11 || Narelle Kellner|| Ausztrália || 0 || ½ || 0 || 0 || 0 || 0 || 0 || ½ || 0 || 1 || - || 2 || 
|}
A verseny 66 játszmája

## A világbajnokjelölti párosmérkőzések
A zónaközi döntők első három-három helyezettje, valamint az előző világbajnokjelölti verseny két döntőse mérkőzött kieséses rendszerű párosmérkőzéseken a világbajnok kihívásának jogáért. A 10 játszmásra tervezett negyeddöntőket 1977. április–májusban Tbilisziben és Szocsiban, illetve május–júniusban Szófiában és Dortmundban, a 12 játszmásra tervezett elődöntőket 1977. szeptember–októberben Tallinnban és Nyugat-Berlinben, míg a 14 játszmásra tervezett döntőt 1978. januárban Bad Kissingenben rendezték. Az Ahmilovszkaja–Lemacsko-negyeddöntő csak a rájátszásban dőlt el. A mérkőzéssorozatból Maia Csiburdanidze került ki győztesen, így ő szerzett jogot a világbajnok kihívására.
|  | Negyeddöntők            | Negyeddöntők            | Negyeddöntők         |                      |                    | Elődöntők          | Elődöntők | Elődöntők |  |  | Döntő | Döntő | Döntő |  |
|  |                         |                         |                      |                      |                    |                    |           |           |  |  |       |       |       |  |
|  | Maia Csiburdanidze      | Maia Csiburdanidze      | 5½                   |                      |                    |                    |           |           |  |  |       |       |       |  |
|  | Maia Csiburdanidze      | Maia Csiburdanidze      | 5½                   |                      |                    |                    |           |           |  |  |       |       |       |  |
|  | Nana Alekszandria       | Nana Alekszandria       | 4½                   |                      |                    |                    |           |           |  |  |       |       |       |  |
|  | Nana Alekszandria       | Nana Alekszandria       | 4½                   |                      | Maia Csiburdanidze | Maia Csiburdanidze | 6½        |           |  |  |       |       |       |  |
|  |                         |                         |                      |                      | Maia Csiburdanidze | Maia Csiburdanidze | 6½        |           |  |  |       |       |       |  |
|  |                         |                         | Jelena Ahmilovszkaja | Jelena Ahmilovszkaja | 5½                 |                    |           |           |  |  |       |       |       |  |
|  | Jelena Ahmilovszkaja    | Jelena Ahmilovszkaja    | Jelena Ahmilovszkaja | Jelena Ahmilovszkaja | 5½                 | 6½                 |           |           |  |  |       |       |       |  |
|  | Jelena Ahmilovszkaja    | Jelena Ahmilovszkaja    |                      |                      |                    |                    |           |           |  |  |       |       |       |  |
|  | Tatjana Lemacsko        | Tatjana Lemacsko        | 5½                   |                      |                    |                    |           |           |  |  |       |       |       |  |
|  | Tatjana Lemacsko        | Tatjana Lemacsko        | 5½                   |                      | Maia Csiburdanidze | Maia Csiburdanidze | 7½        |           |  |  |       |       |       |  |
|  |                         |                         |                      |                      |                    |                    |           |           |  |  |       |       |       |  |
|  |                         |                         | Alla Kusnyir         | Alla Kusnyir         | 6½                 |                    |           |           |  |  |       |       |       |  |
|  | Alla Kusnyir            | Alla Kusnyir            | Alla Kusnyir         | Alla Kusnyir         | 6½                 | 6                  |           |           |  |  |       |       |       |  |
|  | Alla Kusnyir            | Alla Kusnyir            |                      |                      |                    |                    |           |           |  |  |       |       |       |  |
|  | Irina Levityina         | Irina Levityina         | 3                    |                      |                    |                    |           |           |  |  |       |       |       |  |
|  | Irina Levityina         | Irina Levityina         | 3                    |                      | Alla Kusnyir       | Alla Kusnyir       | 6½        |           |  |  |       |       |       |  |
|  |                         |                         |                      |                      | Alla Kusnyir       | Alla Kusnyir       | 6½        |           |  |  |       |       |       |  |
|  |                         |                         | Jelena Fatalibekova  | Jelena Fatalibekova  | 3½                 |                    |           |           |  |  |       |       |       |  |
|  | Jelena Fatalibekova     | Jelena Fatalibekova     | Jelena Fatalibekova  | Jelena Fatalibekova  | 3½                 | 6                  |           |           |  |  |       |       |       |  |
|  | Jelena Fatalibekova     | Jelena Fatalibekova     |                      |                      |                    |                    |           |           |  |  |       |       |       |  |
|  | Valentyina Kozlovszkaja | Valentyina Kozlovszkaja | 2                    |                      |                    |                    |           |           |  |  |       |       |       |  |

### A negyeddöntők játszmái
- Csiburdanidze–Alekszandria világbajnokjelölti negyeddöntő 10 játszmája
- Ahmilovszkaja–Lemacsko világbajnokjelölti negyeddöntő 12 játszmája
- Kusnyir–Levityina világbajnokjelölti negyeddöntő 9 játszmája
- Fatalibekova–Kozlovszkaja világbajnokjelölti negyeddöntő 8 játszmája

### Az elődöntők játszmái
- Csiburdanidze–Ahmilovszkaja világbajnokjelölti elődöntő 12 játszmája
- Kusnyir–Fatalibekova világbajnokjelölti elődöntő 10 játszmája

### A világbajnokjelölti döntő játszmái
- Csiburdanidze–Kusnyir világbajnokjelölti döntő 14 játszmája

## A világbajnoki döntő
A világbajnoki döntő párosmérkőzésre 1978. augusztus 18. – október 5. között az abháziai Picundán került sor. A 16 játszmásra tervezett mérkőzésen a világbajnoki cím elnyeréséhez 8,5 pontot kellett valamelyik versenyzőnek elérni.
Csiburdanidze a negyedik és ötödik játszma megnyerésével átvette a vezetést, és azt már nem is engedte el. Végeredményben 8,5–6,5 arányú győzelmet aratott, ezzel elhódította a világbajnoki címet.
| Versenyző          | Ország      | Élő-pontszám | 1 | 2 | 3 | 4 | 5 | 6 | 7 | 8 | 9 | 10 | 11 | 12 | 13 | 14 | 15 |  | + | − | = | Pont |
| ------------------ | ----------- | ------------ | - | - | - | - | - | - | - | - | - | -- | -- | -- | -- | -- | -- |  | - | - | - | ---- |
| Nona Gaprindasvili | Szovjetunió | 2425         | ½ | ½ | ½ | 0 | 0 | ½ | 1 | ½ | 0 | ½  | 1  | ½  | 0  | ½  | ½  |  | 2 | 4 | 9 | 6½   |
| Maia Csiburdanidze | Szovjetunió | 2340         | ½ | ½ | ½ | 1 | 1 | ½ | 0 | ½ | 1 | ½  | 0  | ½  | 1  | ½  | ½  |  | 4 | 2 | 9 | 8½   |

### A világbajnoki döntő játszmái
- Csiburdanidze–Gaprindasvili párosmérkőzés 15 játszmája a chessgames.com-on
- Csiburdanidze–Gaprindasvili párosmérkőzés 15 játszmája a 365chess.com-on